# 野々村一男
野々村 一男（ののむら かずお、1906年11月15日 - 2008年2月11日）は、日本の彫刻家。愛知県立芸術大学名誉教授。日本芸術院会員。

## 経歴
愛知県名古屋市に生まれる。東京美術学校卒業。同校在学中の1929年、第10回帝展に「座女」にて初入選。1955年、中日文化賞受賞。1981年、「物との、はざま」にて日本芸術院賞受賞。1988年、日本芸術院会員。1989年、勲三等瑞宝章受章。2008年2月11日午前11時33分、老衰のため名古屋市の自宅にて死去。